# Bloemfontein (Willemstad)
Bloemfontein – osada (buurt)  w dzielnicy Suffisant miasta Willemstad, w dystrykcie Willemstad, w kraju autonomicznym Curaçao, należącym do Holandii, w Ameryce Południowej. 20 października 2023 r. liczyła 165 mieszkańców. Pod względem liczby mieszkańców jest najmniejszą osadą w dzielnicy.  